# Епулони

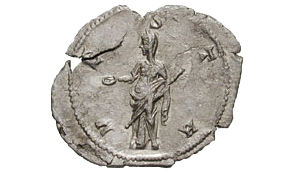
Божество (Веста чи Конкордія) — емблема Епулонів

Епулони — (лат. Septemviri epulonum) — колегія жерців царського і республіканського періоду стародавнього Риму. Епулони були найнижчими за рангом з чотирьох колегій жерців давньоримської релігії. Інші були — Колегія понтифіків, Авгури, Quindecimviri Sacris Faciundis (п'ятнадцять мужів для проведення жертвоприношення).
В порівнянні до трьох інших колегій, історія Епулонів розпочалася порівняно пізно. У 196 році до н. е. за пропозицією Гая Ліцинія Лукулла їх відділено з Колегії понтифіків. Спочатку відділили три жерці (Tresviri). Пізніше їх число збільшилося до семи, а за часів Юлія Цезаря до десяти.
Основним завданням Епулонів була підготовка святкової їжі (жертви) для Юпітера (epulum Iovis) з нагоди двох релігійних свят — Ludi Romani та Ludi Plebeii. За часів Октавіана Авґуста вони також відповідали за принесення жертв на Ara Pacis та Ara numinis Augusti та проведення різноманітних свят та ігор та роздачі їжі.
За вшануванням, правами вони були рівні іншим колегіям, однак мали певну залежність від Колегії понтифіків.